# Plectrocnemia tochimotoi
Plectrocnemia tochimotoi är en nattsländeart som beskrevs av Schmid 1964. Plectrocnemia tochimotoi ingår i släktet Plectrocnemia och familjen fångstnätnattsländor. Inga underarter finns listade i Catalogue of Life.